# Horace Slughorn
Profesor Horace E. F. Slughorn je debeljuškasti predavač Čarobnih napitaka sa šeste godine u Hogwartsu. Često organizira domjenke. Jedan od rijetkih pozitivnih Slytherina. Voli jesti ušećereni ananas i jako je važan lik jer Harry Potter pokušava dobiti njegovo sjećanje o horkruksima.
Obično je vedar i veseo. Omiljeni učenik mu je Harry kojemu je na prvom satu, zbog savršenog napitka živuće smrti, dao malu bočicu Felixa Felicisa, kojom se Harry koristio kako bi došao do njegovog sjećanja. Jako je škrt i želi čim više novca (kada je Hagridov pauk Aragog umro on je potajno iz njega izvadio otrov koji je jako vrijedan, a kada se Hagrid napio uzeo mu je mnogo jednorogovih dlaka za koje se dobije mnogo novca). Ima svoj vlastiti "klub" koji su Harry i Hermiona nazvali "Slugov klub". U taj klub je pozivao rođake i potomke slavnih osoba.
Prvi put se spominje u šestom dijelu (Harry Potter i Princ miješane krvi) kada ga Dumbledore i Harry posjećuju kako bi mu Dumbledore ponudio mjesto profesora Čarobnih napitaka. Spominje se da se nakon prvog odlaska iz Hogwartsa mnogo puta selio i skrivao od Smrtonoša o čemu svjedoči opis sobe u koju su ušli Harry i Dumbledore ušli kad su ga posjetili. J.K.Rowling opisuje sobu: "Kao da je kroz nju prošao tornado". Tako se Slughorn skrivao od neželjenih gostiju.
Slughorn je prihvatio posao profesora i predavao je na Harryjevoj šestoj godini, a i kasnije kad je Harry, zajedno s Ronom i Hermionom napustio školu kako bi se posvetio potrazi za horkruksima. Slughorn je prije odlaska iz Hogwartsa također bio profesor Čarobnih napitaka i poglavar Slytherinskog doma koji je opet preuzeo nakon povratka u školu, kad je Snape otišao.
I dalje predaje "Čarobne napitke" u Hogwartsu.
Borio se u bitci za Hogwarts.